# Châteaubourg (Ille i Vilaine)
Châteaubourg (en bretó Kastell-Bourc'h, en gal·ló Chastèu-Bórg) és un municipi francès, situat a la regió de Bretanya, al departament d'Ille i Vilaine. L'any 2006 tenia 5.535 habitants. Limita amb els municipis de La Bouëxière, Marpiré, Saint-Jean-sur-Vilaine, Saint-Didier, Domagné i Servon-sur-Vilaine.

## Demografia
| Evolució de la població Ehess i INSEE |       |       |       |       |       |       |       |       |
| 1793                                  | 1800  | 1806  | 1821  | 1831  | 1836  | 1841  | 1846  | 1851  |
| 1 161                                 | 1 242 | 1 162 | 1 300 | 1 296 | 1 319 | 1 321 | 1 395 | 1 410 |

| 1856  | 1861  | 1866  | 1872  | 1876  | 1881  | 1886  | 1891  | 1896  |
| ----- | ----- | ----- | ----- | ----- | ----- | ----- | ----- | ----- |
| 1 424 | 1 298 | 1 302 | 1 247 | 1 277 | 1 318 | 1 290 | 1 322 | 1 281 |

| 1901  | 1906  | 1911  | 1921  | 1926  | 1931  | 1936  | 1946  | 1954  |
| ----- | ----- | ----- | ----- | ----- | ----- | ----- | ----- | ----- |
| 1 230 | 1 321 | 1 308 | 1 203 | 1 218 | 1 246 | 1 200 | 1 395 | 1 396 |

| 1962  | 1968  | 1975  | 1982  | 1990  | 1999  | 2006 | 2011 | 2016 |
| ----- | ----- | ----- | ----- | ----- | ----- | ---- | ---- | ---- |
| 1 613 | 1 880 | 2 937 | 3 526 | 4 056 | 4 877 | -    | -    | -    |

| 2019 | - | - | - | - | - | - | - | - |
| ---- | - | - | - | - | - | - | - | - |
| -    | - | - | - | - | - | - | - | - |

## Administració
| Període   | Identitat             | Partit        |
| --------- | --------------------- | ------------- |
| 1882-1896 | Édouard Legendre      |               |
| 1896-1904 | Félix Bobille         |               |
| 1904-1930 | Édouard Legendre      |               |
| 1930-1962 | Félix Bobille         |               |
| 1962-1968 | Charles Martin        |               |
| 1968-1971 | Félix Bobille         |               |
| 1971-1983 | Paul Lemoine          |               |
| 1983-1989 | André David           |               |
| 1989-1995 | Paul Lemoine          |               |
| 1995-2001 | Jean-Charles Bougerie |               |
| 2001-     | Virginie Klès         | Divers gauche |

## Galeria d'imatges

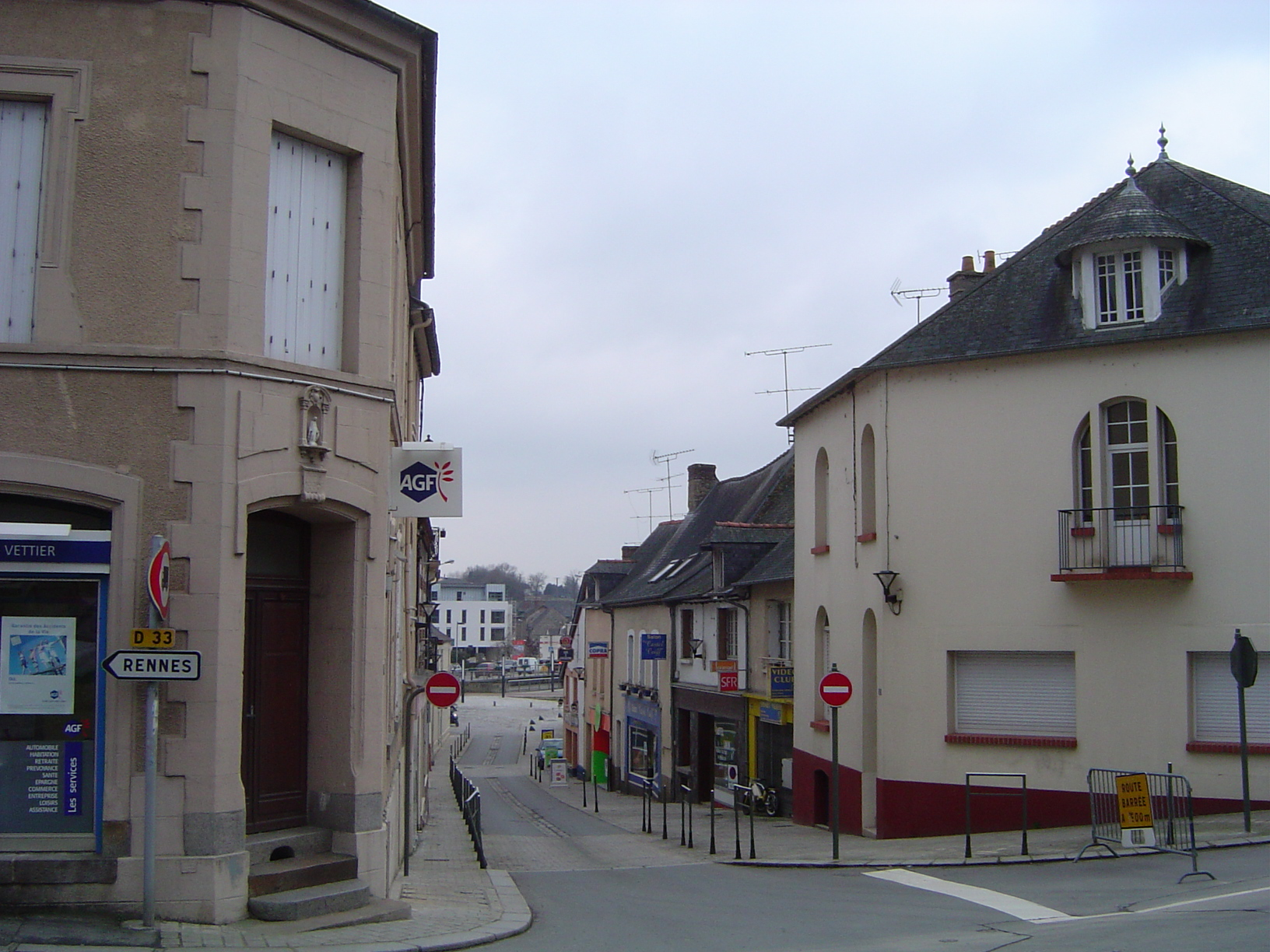
Centre de la vila
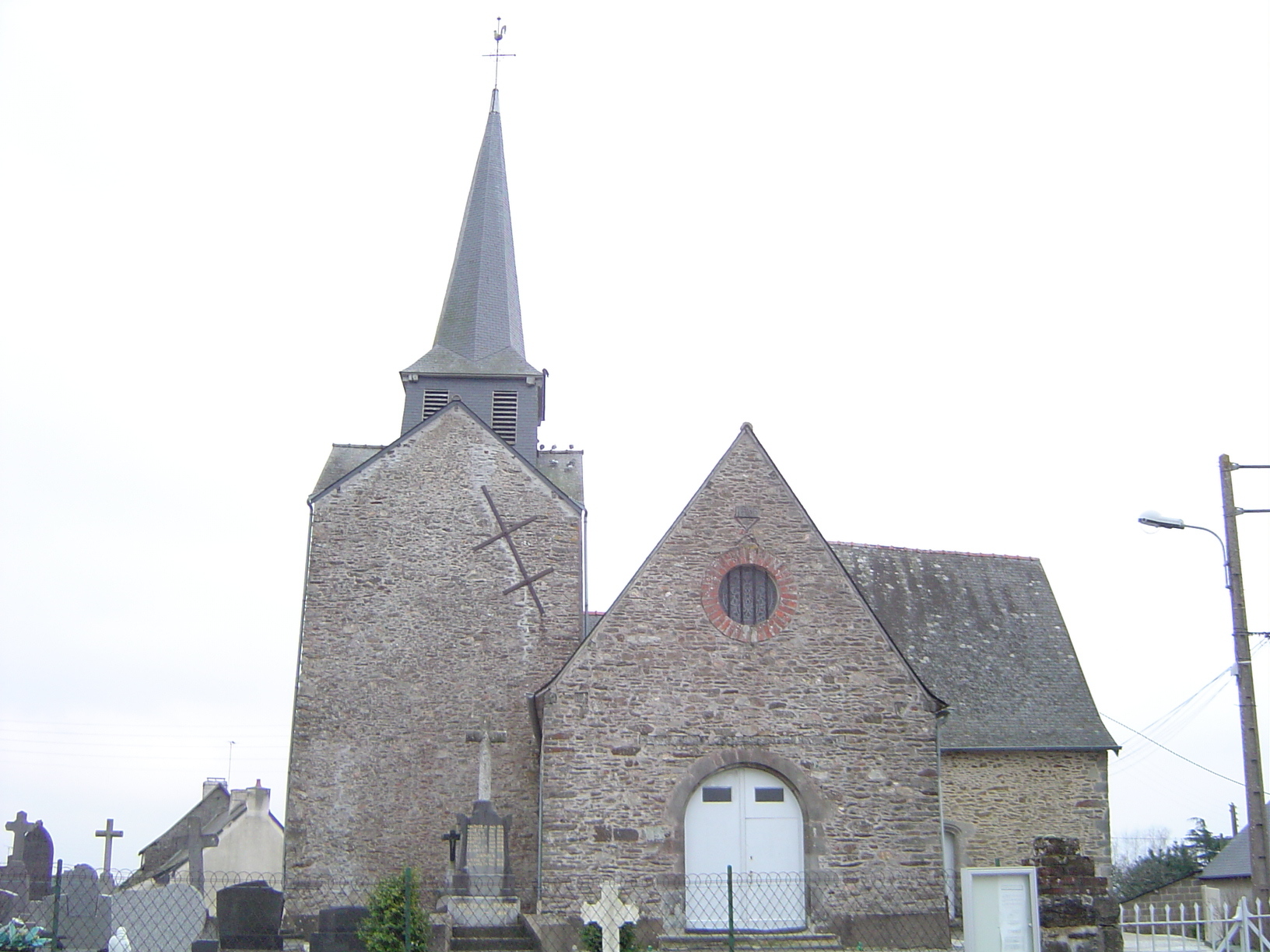
Església Sainte Melaine
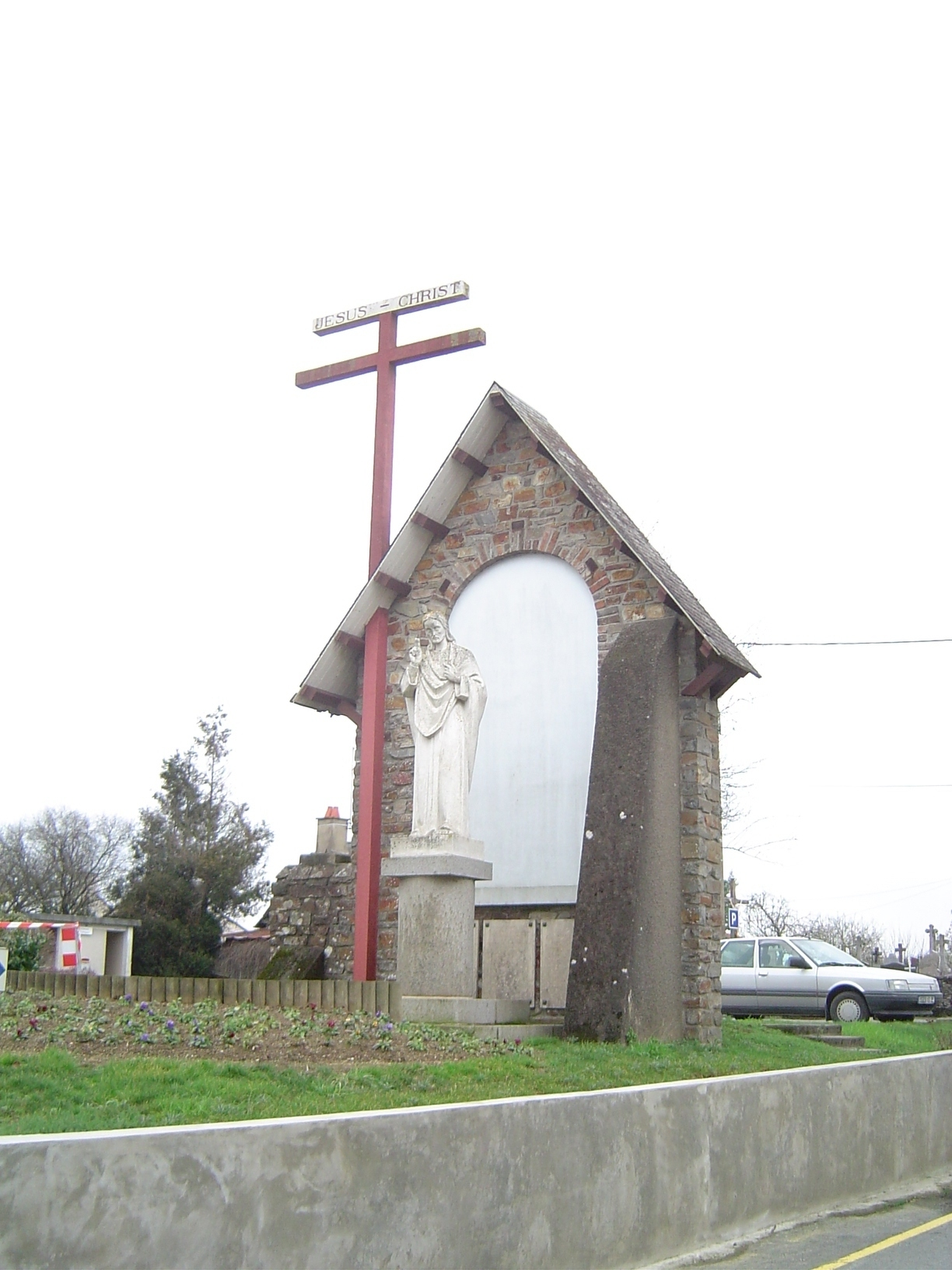
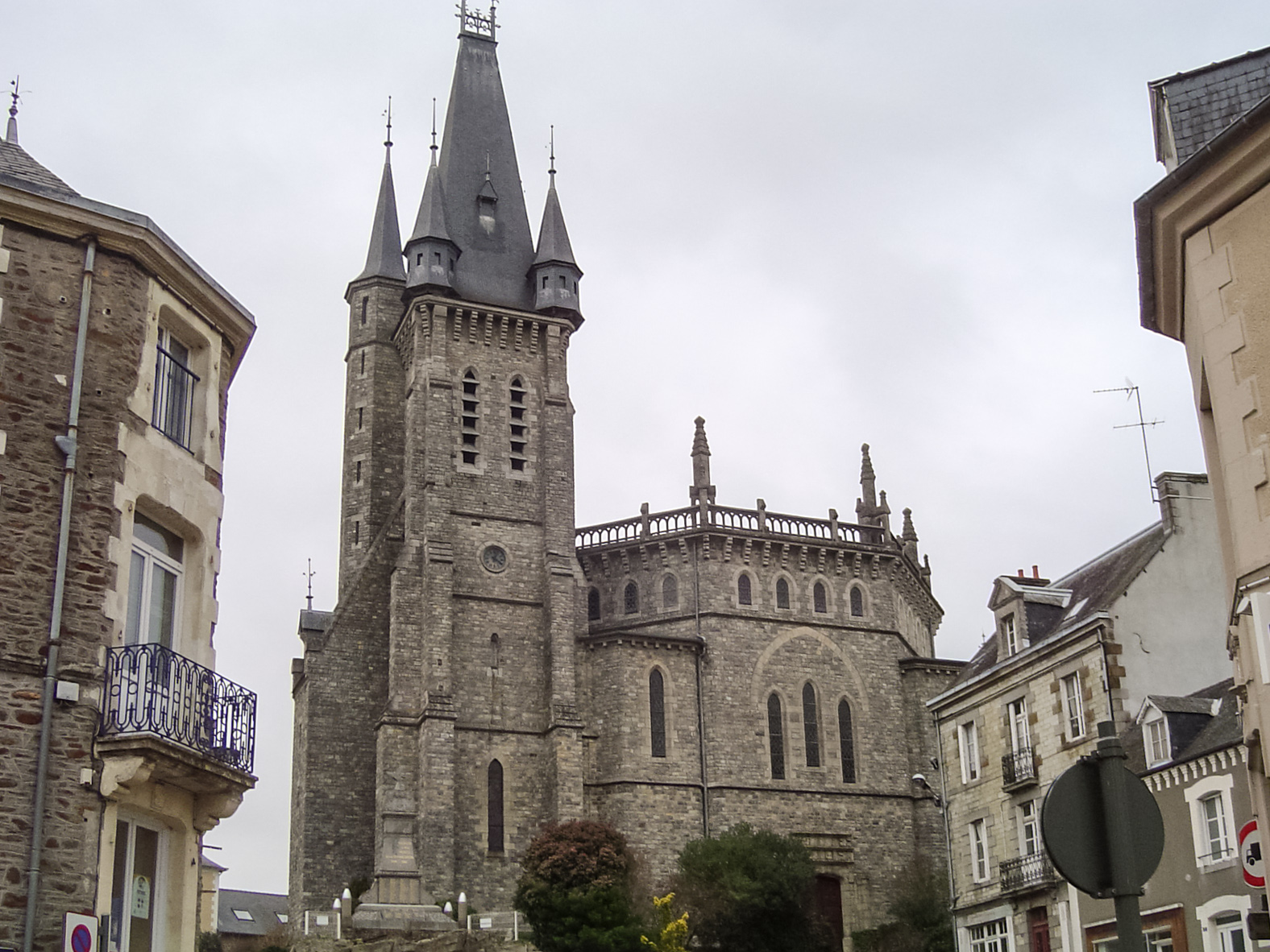
Església Saint-Pierre
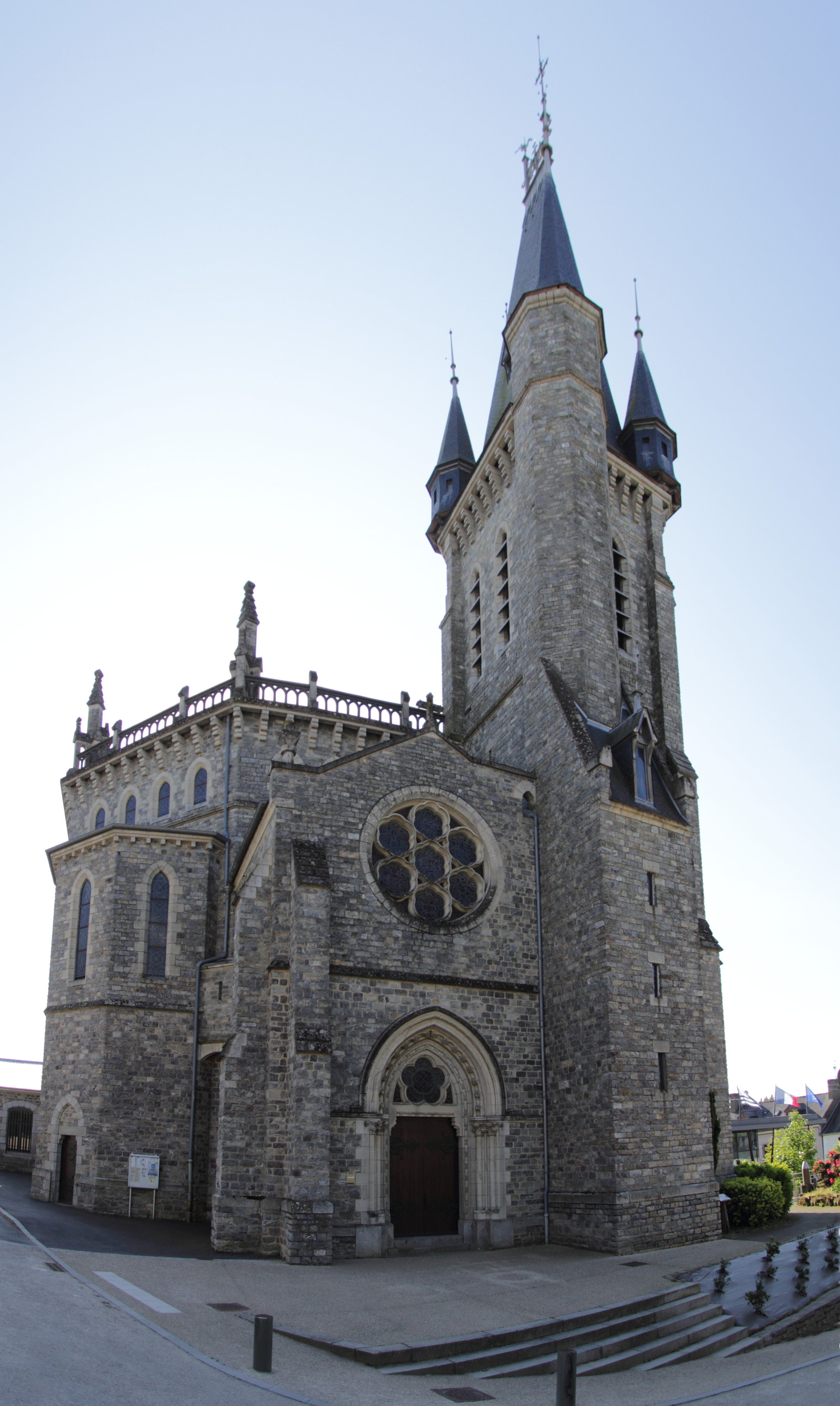